# Solanum africanum
Solanum africanum är en potatisväxtart som beskrevs av Philip Miller. Solanum africanum ingår i släktet skattor som ingår i familjen potatisväxter. Inga underarter finns listade i Catalogue of Life.